# Нурмаков, Ныгмет Нурмакович
Ныгмет Нурмакович Нурмаков (25 апреля 1895 — 27 сентября 1937) — советский государственный деятель, председатель Совета Народных Комиссаров Киргизской (Казакской) АССР (1924—1929).

## Биография
Уроженец Каркаралинского района Карагандинской области.(Каркаралинский уезд Семипалатинской области). По национальности — казах. Происходит из аула Қаратау (сегодня Нурмаков), рода Каракесек племени аргын.

### Образование
Окончил Каркаралинское 2-классное русско-казахское училище
В 1915 г. окончил Омскую учительскую семинарию (учитель по образованию) Во время учёбы в Омске вместе с С.Сейфуллиным, М.Жумабаевым, А.Досовым, М.Саматовым участвовал в создании нелегальной организации казахской молодежи «Бірлік».
В 1929—1931 гг. — учёба в Москве.
В 1931 г. — Окончил Коммунистический университет при ЦК ВКП(б).

### Карьера
Член РКП(б) с 1920 г.
- 1915—1918 гг. — учитель школы в г. Каркаралинске. Создал организацию «Дала одағы», которая ведет агитационную работу против царского указа о привлечении казахов на тыловые работы,
- февраль-май 1918 г. — секретарь Каркаралинского уездного совета рабоче-крестьянских депутатов,
- 1918 г., декабрь — содержался в белогвардейской тюрьме,
- 1919—1920 гг. — секретарь Каркаралинского уездного военревкома,
- 1920—1921 гг. — член Каркаралинского уревкома и уисполкома, член и заведующий отделом Семипалатинского губвоенревкома, заведующий отделом губкома член и секретарь Семипалатинского губисполкома,
- 1921—1923 гг. — являлся председателем Революционного трибунала Киргизской (Казахской) АССР,[2] нарком юстиции, прокурор, одновременно редактор газеты «Қазақ тілі» и журнала «Қызыл Қазақстан».[3]
- 1923 г. — председатель Казахского отделения Верховного Суда РСФСР,
- 1923—1924 гг. — нарком юстиции, Генеральный прокурор КАССР,
- сентябрь-октябрь 1924 — заведующий отделом Киробкома ВКП(б),
- 1924—1929 гг. — председатель Совета Народных Комиссаров Киргизской (Казахской) АССР[4] и заведующий отделом агитации и пропаганды Казахского краевого комитета ВКП(б). Непосредственно участвовал в принятии решения о переносе столицы Казахской АССР из Оренбурга в Кызылорду, затем в Алматы. Был председателем комиссии по разработке проекта первой конституции Казахстана и комиссии по созданию казахского алфавита. Под его руководством в короткий срок был осуществлен перевод делопроизводства в судебно-следственных органах на казахский язык. На всех важных государственных документах тех лет есть подписи Н.Нурмакова.

- 1929—1931 гг. — учёба в Москве в Коммунистическом университете при ЦК ВКП(б)
- 1931—1937 гг. — работает в Москве, заместитель секретаря ВЦИК, заведующий отделом по делам национальностей Президиума ВЦИК.

Избирался членом ВЦИК, членом Казкрайкома ВКП(б), ЦИК КАССР.
3 июня 1937 г. арестован по обвинению в участии в контрреволюционной террористической организации. Репрессирован.
Расстрелян в сентябре 1937 г.
Боролся за придание казахскому языку статуса государственного. За это его обвинили в национал-фашизме.
Смертный приговор был вынесен на закрытом судебном заседании.
Приведен в исполнение 27 сентября 1937 г., похоронен в Москве на Донском кладбище.
Реабилитирован 11 августа 1956 г. определением Военной коллегии Верховного суда СССР.

## Труды
Автор сборника статей «Строительство Казахстана», посвященный общественно-политическим вопросам и трактата «Состояние и задачи работы среди национальных меньшинств РСФСР».

## Память
Его именем названа областная специализированная школа — интернат для одаренных детей имени Ныгмета Нурмакова г. Караганды.
Улицы в городах Кызылорда, Караганда, в Алма-Ате.
Государственный деятель (Гласит мемориальная доска на музее К.Куанышбаева открытом 18 февраля 1990 года).

## Семья
Его жена Зуфнин провела в лагерях для заключенных 19 лет, умерла в Алматы в возрасте 90 с лишним лет, судьба старшей дочери неизвестна.
Сын Ноян вернулся с Великой Отечественной войны и в 1986 году скончался в Москве в чине полковника военной службы.